# Лайтамак
Лайтамак (тат. Лайтамак) — село в Тобольском районе Тюменской области России, административный центр Лайтамакского сельского поселения.
Находится на левом берегу Носки, в 52 км к северо-западу от Тобольска.
Дороги просёлочные, грунтовые, деревня считается труднодоступной.
Название переводится как «устье реки Лайма» (река Лайма впадает в Носку напротив села).

## Население
| 2010 |
| ---- |
| 483  |

## Улицы
- Набережная улица
- Центральная улица
- Школьная улица

## Инфраструктура
- Лайтамакская средняя общеобразовательная школа